# Suite Troileana
La Suite Troileana es un ciclo de piezas de tango de Astor Piazzolla, que compuso en 1975, para el Conjunto electrónico. La obra consta de cuatro movimientos (Bandoneón, Zita, Whisky y Escolaso) y está dedicada a la memoria de Aníbal Troilo, a quien Piazzolla conoció cuando estuvo en su orquesta. Piazzolla grabó la suite por primera vez para el álbum Lumière de 1976.

## Contexto histórico
Astor Piazzolla regresó y se estableció en Buenos Aires, queriendo realizar una carrera musical. Había vivido parte de su infancia en Nueva York y en Mar del Plata. En 1939, pudo ingresar a la Orquesta típica de Aníbal Troilo, que era la más famosa de su tiempo. Entró de forma itinerante, para reemplazar a un músico enfermo; pero debido a su talento, Troilo lo integró como cuarto bandoneón. El mismo Piazzolla señala: "Cuando entré a la Orquesta de Troilo yo trataba de imitar muchas de sus cosas pero poco a poco comencé a labrarme un estilo propio". Asimismo, comenzó a tomar clases de armonía con Alberto Ginastera y a realizar arreglos para la orquesta; aunque al mismo tiempo comenzó a notar que no podía continuar desarrollando su estilo en un ambiente musical que le daba preponderancia al tango bailable, así como a la tradición de una orquesta de tango.
Tras la muerte de Aníbal Troilo, el 18 de mayo de 1975, Piazzolla le compone una obra en homenaje, la cual se trata de "una de sus obras más personales y conmovedoras". Piazzolla narra cómo se enteró de la muerte de Troilo y cómo se puso a componer la obra para su maestro y amigo:
Cuando murió El Gordo, estaba en Roma. Me enteré en casa, estaba con Carlos Alonso y Antonio Berni, que me habían pedido que posara para ellos. No te imaginás lo que fue. Agarré el bandoneón y me puse a tocar La última curda. Llorábamos los tres, yo tocando y ellos pintando, se nos caían las lágrimas y me pedían que dejara de tocar porque las lágrimas les nublaban la vista. Pero no podía dejar de tocar. Era como tratar de que El Gordo siguiera ahí, con nosotros.

Lo mismo pasa cuando toco Bandoneón, el primer tema de la Suite. Hay una parte donde la melodía corresponde a Quejas de bandoneón. Ahí intento tocar como Pichuco, rememoro sus dedos, pero no consigo terminar la frase musical, y para demostrar mi impotencia, dejo los dedos puestos y abro el fuelle hasta el final, como si fuese un quejido de desesperación por todo lo que se nos fue con él...
En la suite, Piazzolla exploró en cada movimiento alguna de las pasiones de Troilo. La obra fue compuesta para el Octeto electrónico, un conjunto conformado por bandoneón, piano eléctrico, órgano, guitarra y bajo eléctricos, batería, sintetizador y violín.
La obra fue publicada por primera vez en el álbum Lumière de 1976. La primera grabación no fue del agrado de Piazzolla, y más adelante realizó otra versión.

## Estructura
1. Bandoneón
2. Zita
3. Whisky
4. Escolaso

## Análisis
La obra realiza un homenaje a Troilo, a partir de movimientos descriptivos que sumergen a una gama diversa de sensaciones, como la melancolía, en Bandoneón; la jovialidad de Escolaso y Whisky, con reminiscencias de jazz. La mayoría de la suite es veloz y celebratoria, con algunos movimientos de carácter elegiaco. Según el bandoneonista Rodolfo Mederos, el primer movimiento Bandoneón, es el mejor, por su magnífico solo; aunque Zita (que hace alusión a la esposa de Troilo) está lleno de humor. Por su parte, en Whisky hay elementos que recuerdan a la música de Béla Bartók y, por ende, es el más intelectual de los movimientos.

## Grabaciones
- Astor Piazzolla: Lumière. Octeto electrónico, 1976[6][7]
- Astor Piazzolla: Suite Troileana. 1976[8]
- Sérgio & Odair Assad Play Piazzolla. Suite Troileana con arreglos para dos guitarras, por Sérgio Assad. Nonesuch, 2001[9]
- Tango Nuevo. Music for two pianos and piano duet by Astor Piazzolla & Markus Horn. Duo Villarceaux (Alexandra Sostmann y Judith Mosch). Phoenix Edition 119, 2008[10]
- Tango Fado Project. Manhattan Camerata (Daniel Binelli, Polly Ferman, Nathalie Pires, Lucia Caruso y Pedro H. da Silva). Suite Troileana con arreglos de Daniel Binelli. Sorel Classics, 2015[11][12]
- Fuego Nuevo. Camerata Argentina de Guitarras, 2017[13][14]
- Escualo. Giampaolo Bandini, guitarra y Cesare Chiacchiaretta, bandoneón. Decca, 2017[15]
- Piazzolla de cámara. Quinteto Escolaso. Instituto Nacional de la Música, 2018[16][17]